# Łyskiwci
Łyskiwci (ukr. Лисківці) – wieś na Ukrainie, w obwodzie chmielnickim, w rejonie kamienieckim, nad Uszycą.
W czasach Rzeczypospolitej wieś leżała w województwie podolskim. Odpadła od Polski w wyniku II rozbioru.